# Ротар, Анатолий Фёдорович
Анатолий Федорович Ротар (1 октября 1936, Большая Врадиевка, Одесская область — 11 августа 2021, Черноморск, Одесская область) — советский деятель, новатор производства, бригадир комплексной бригады докеров-механизаторов Ильичевского (Черноморского) морского порта Одесской области. Герой Социалистического Труда (17.10.1985). Кандидат в члены ЦК КПУ в 1986—1990 г.

## Биография
В 1953 году окончил среднюю школу. В 1953—1955 годах — разнорабочий Врадиевского районного отдела коммунального хозяйства (райкомхоза). В 1955—1958 годах — в Советской армии. После демобилизации переехал в город Ильичевск, где строился новый морской порт.
В 1959—1972 годах — грузчик, бригадир грузчиков, крановщик, старший крановщик Ильичевского морского порта Одесской области.
С 1972 года — бригадир хозрасчетной укрупненной комплексной бригады докеров-механизаторов № 306 Ильичевского морского порта Одесской области. Бригада обеспечивала перевалку труб большого диаметра.
Член КПСС. Новатор производства. Применял передовые методы переработки грузов, достиг наивысшей эффективности труда.
В 1982 году заочно окончил Одесское мореходное училище по специальности «Эксплуатация водного транспорта».
После выхода на пенсию ещё некоторое время работал мастером учебно-курсового комбината Ильичевского морского порта Одесской области.
Потом — на пенсии в городе Ильичевске (Черноморске) Одесской области.
Умер 11 августа 2021 года.

## Награды
- Герой Социалистического Труда (17.10.1985)
- два ордена Ленина (,17.10.1985)
- орден Трудового Красного Знамени
- орден Знак Почета
- медали
- заслуженный наставник молодежи Украинской ССР
- почетный работник морского флота СССР
- почетный работник транспорта Украины
- почетный гражданин города Ильичевска (Черноморска)